# Armand Carabén i Ribó
Armand Carabén i Ribó (Barcelona, 12 de febrer del 1931 - Seva, Osona, 11 de març del 2001) va ser un advocat i economista que es va distingir com a emprenedor, columnista de premsa, promotor empresarial i dirigent esportiu, entre altres activitats.

## Trajectòria professional i ciutadana
Armand Carabén era fill d'un dels fundadors de la Lliga Regionalista, Armand Carabén Sánchez. Va estudiar dret a la Universitat de Barcelona i economia a la de Ginebra amb el professor Wilhelm Röpke. Va conèixer el pensament liberal del francès Frederic Bastiat i n'esdevingué un ferm partidari, malgrat anar-se decantant progressivament cap a la socialdemocràcia.
Fou un home inquiet i emprenedor, que estigué al capdavant de moltes iniciatives culturals i empresarials desenvolupades a Catalunya durant el franquisme. Estigué vinculat amb iniciatives com ara el consorci dels industrials cotoners (SECEA) i va ser fundador de l'editorial AC, columnista de premsa, cap d'economia d'El Noticiero Universal, president del diari El Observador, impulsor del Banc Industrial de Catalunya i del Cercle d'Economia, assessor d'esports a TVC i gerent del Futbol Club Barcelona durant els anys de presidència d'Agustí Montal. L'any 1973 participà en la fundació del PSC-Reagrupament de Josep Pallach.
El 1983 fou cap de l'oficina de la candidatura de Barcelona als Jocs Olímpics i tingué un paper rellevant en la Fundació Gran Teatre del Liceu.
Un altre aspecte destacable de la vida d'Armand Carabén va ser el fet de poder gaudir de l'amistat de grans personalitats del país com ara Josep Pla, Josep Pallach, Joan Sardà Dexeus, Pere Duran Farell, Joan Fuster o Manuel Ibáñez Escofet.
El seu fill David Carabén és el cantant, guitarrista i compositor del grup musical Mishima.

## El seu pas pel FC Barcelona
Carabén va succeir Joan Gich i Bech de Careda al capdavant de la gerència del Barça en el període 1970-1973, anys en què va catalanitzar i democratitzar el club. Però la seva trajectòria va quedar marcada pel fet de ser l'home que va dur el neerlandès Johan Cruyff al FC Barcelona, a més de concertar també la contractació del tècnic neerlandès Marinus Michels.
Crític amb la presidència de Josep Lluís Núñez, el 1980 Carabén va fundar el Grup d'Opinió Barcelonista i el setembre del 1997 va fundar, juntament amb Joan Laporta, el grup opositor L'Elefant Blau, que va donar suport a la candidatura del publicista Lluís Bassat.
El 1994 va publicar el llibre Catalunya és més que un club?, on recollia els aspectes centrals de la seva experiència pública i personal.